# Arrondissement Montmorillon
Montmorillon is een arrondissement van het Franse departement Vienne in de regio Nouvelle-Aquitaine. De onderprefectuur is Montmorillon.

## Kantons
Het arrondissement was tot 2014 samengesteld uit de volgende kantons:
- Kanton Availles-Limouzine
- Kanton Charroux
- Kanton Chauvigny
- Kanton Civray
- Kanton Couhé
- Kanton Gençay
- Kanton L'Isle-Jourdain
- Kanton Lussac-les-Châteaux
- Kanton Montmorillon
- Kanton Saint-Savin
- Kanton La Trimouille

Na de herindeling van de kantons bij decreet van 26 februari 2014 met uitwerking op 22 maart 2015 omvat het volgende kantons:
- Kanton Chauvigny ( deel : 8/15)
- Kanton Civray
- Kanton Lusignan ( deel : 6/15)
- Kanton Lussac-les-Chateaux
- Kanton Montmorillon ( deel : 25/26)